# Планета
 Тази статия е за небесното тяло.  За българската телевизия вижте Планета ТВ.  
Планета (на гръцки: πλανήτης – странник, пътешественик) е тяло с достатъчна маса, за да приеме кръгла форма под действието на силата на гравитацията, което обикаля около звезда и не произвежда енергия чрез термоядрени реакции. До 1990 г. са известни девет планети (всички в нашата Слънчева система). През 2006 г. се въвежда понятието планета джудже. За да бъде определено като планета, едно тяло трябва да отговаря на допълнителния критерий да е разчистило орбитата си. От този момент Плутон се определя като планета джудже (с това планетите в Слънчевата система стават 8). Към 27 август 2010 г. са известни 490 планети, като всички новооткрити планети са екзопланети (планети, намиращи се извън Слънчевата система).
Смята се, че планетите се формират при сгъстяване на облака от газ, от който една звездна система се е зародила във формата на протопланетарен диск, преди в ядрото на протозвездата да започнат да протичат термоядрени реакции. Впоследствие протопланетарният диск бива разпръснат под въздействието на слънчевия вятър на младата звезда.

## Слънчевата система
Основната част от масата на обектите в орбита се съдържа в осемте относително отдалечени една от друга планети, чиито орбити са с форма, близка до окръжност, лежащи върху почти плосък диск, наричан еклиптична равнина. Четирите по-малки вътрешни планети (Меркурий, Венера, Земя и Марс), наричани земеподобни планети, са съставени главно от скали и метали. Четирите външни планети (Юпитер, Сатурн, Уран и Нептун), наричани газови гиганти, са по-масивни и са съставени предимно от водород и хелий.
Размерите на Слънчевата система обикновено се измерват в съотносимост към средното разстояние между Земята и Слънцето, наричано астрономическа единица (AU). Най-близко до Слънцето е планетата Меркурий – средно на 0,387 AU, а най-отдалечена планета е Нептун – средно на 30,068 AU. Слънчевият вятър, поток от плазма, идващ от Слънцето, образува своеобразен балон в междузвездната среда, наричан хелиосфера и достигащ далеч отвъд последните небесни тела на Слънчевата система. Хипотетичният облак на Оорт, откъдето се предполага, че идват кометите с дълъг орбитален период, би трябвало да е разположен на разстояние от Слънцето около хиляда пъти по-голямо от хелиосферата.
Слънчевата система включва и две области с концентрация на по-малки обекти. Астероидният пояс, разположен между орбитите на Марс и Юпитер, е сходен по състав на земеподобните планети, а намиращите се извън орбитата на Нептун транснептунови обекти са съставени главно от замръзнали вода, амоняк и метан. За пет обекта в тези две области се смята, че са достатъчно масивни, за да бъдят заоблени от собствената си гравитация, поради което са класифицирани като планети джуджета – това са Церера, Плутон, Хаумея, Макемаке и Ерида. В орбита около шест от планетите и три от планетите джуджета се движат естествени спътници, а външните планети имат и планетарни пръстени от прах и други частици.
Названията на планетите в Слънчевата система, които се използват днес, с изключение на това на Земята]], произлизат от имената на римски богове (в същото време някои езици като китайски използват различни названия от тези приети в европейските езици). Планетарните спътници (луни) също по правило носят наименования на богове и герои от класическата митология, предимно от гръцката. В случая с Уран по изключение спътниците му носят имена на герои от пиеси на Шекспир. Астероидите могат да бъдат именувани свободно от техните откриватели след одобрение на името от Международния астрономически съюз. Актът на именуване на планетите и забележителни обекти (като кратери, планински вериги и др.) по тяхната повърхност се нарича планетарна номенклатура.

## Планети
Международният астрономически съюз признава 8 планети в нашата Слънчева система (подредени по нарастващо разстояние от Слънцето):
1. Меркурий
2. Венера
3. Земя
4. Марс
5. Юпитер
6. Сатурн
7. Уран
8. Нептун

През 2006 г. считаният за 9-ата планета в Слънчевата система Плутон (♇) и считаният за негов спътник Харон са класифицирани като планети джуджета. Планетите в Слънчевата система вече официално са 8 без Плутон.
Юпитер е най-голямата, с маса 318 пъти масата на Земята, а Меркурий е най-малък, с маса 0,055 пъти Земната маса.
Планетите в Слънчевата система могат да бъдат разделени на две категории според състава си:
- Земеподобни: това са планети близки по състава до Земята; такива са Меркурий, Венера и Марс.
- Газови гиганти: това са планети, които са съставени предимно от газове и са много по масивни от земеподобните; такива са Юпитер, Сатурн, Уран и Нептун. Ледените гиганти, като Уран и Нептун са подклас на газовите гиганти; отличават се от газовите с по-ниската си маса и с високото си съдържание на скали и лед.

| Характеристики на планетите                                                                   | Характеристики на планетите | Характеристики на планетите | Характеристики на планетите | Характеристики на планетите | Характеристики на планетите | Характеристики на планетите             | Характеристики на планетите | Характеристики на планетите | Характеристики на планетите | Характеристики на планетите | Характеристики на планетите |
|                                                                                               | Име                         | Екваториален диаметъра      | Масаа                       | Орбитален радиус (AU)       | Орбитален период (в години) | Инклинация към екватора на Слънцето (°) | Орбитален ескцентрицитет    | Период на въртене (дни)     | Именовани спътници          | Пръстени                    | Атмосфера                   |
| --------------------------------------------------------------------------------------------- | --------------------------- | --------------------------- | --------------------------- | --------------------------- | --------------------------- | --------------------------------------- | --------------------------- | --------------------------- | --------------------------- | --------------------------- | --------------------------- |
| Земеподобни                                                                                   | Меркурий                    | 0,382                       | 0,06                        | 0,39                        | 0,24                        | 3,38                                    | 0,206                       | 58,64                       | —                           | не                          | минимална                   |
| Земеподобни                                                                                   | Венера                      | 0,949                       | 0,82                        | 0,72                        | 0,62                        | 3,86                                    | 0,007                       | -243,02                     | —                           | не                          | CO2, N2                     |
| Земеподобни                                                                                   | Земяб                       | 1,00                        | 1,00                        | 1,00                        | 1,00                        | 7,25                                    | 0,017                       | 1,00                        | 1                           | не                          | N2, O2                      |
| Земеподобни                                                                                   | Марс                        | 0,532                       | 0,11                        | 1,52                        | 1,88                        | 5,65                                    | 0,093                       | 1,03                        | 2                           | не                          | CO2, N2                     |
| Газови гиганти                                                                                | Юпитер                      | 11,209                      | 317,8                       | 5,20                        | 11,86                       | 6,09                                    | 0,048                       | 0,41                        | 63                          | да                          | H2, He                      |
| Газови гиганти                                                                                | Сатурн                      | 9,449                       | 95,2                        | 9,54                        | 29,46                       | 5,51                                    | 0,054                       | 0,43                        | 60                          | да                          | H2, He                      |
| Газови гиганти                                                                                | Уран                        | 4,007                       | 14,6                        | 19,22                       | 84,01                       | 6,48                                    | 0,047                       | -0,72                       | 27                          | да                          | H2, He                      |
| Газови гиганти                                                                                | Нептун                      | 3,883                       | 17,2                        | 30,06                       | 164,8                       | 6,43                                    | 0,009                       | 0,67                        | 13                          | да                          | H2, He                      |
| а Относителна стойност спрямо тази на Земята. б Вижте статията Земя за абсолютните стойности. |                             |                             |                             |                             |                             |                                         |                             |                             |                             |                             |                             |

### Планети джуджета
Преди август 2006 няколко обекта бяха класифицирани като планети. След 2006 обаче някои от тези обекти са прекласифицирани като планети джуджета, обекти различни от планетите. Към 2008 в Слънчевата система три обекта влизат в категорията на планети джуджета: Церера, Плутон и Ерида. Обсъждат се още обекти от Астероидния пояс и от Пояса на Кайпер, които евентуално могат да бъдат класифицирани като такива. Още около 200 могат да бъдат открити след като пояса на Кайпер бъде изследван напълно. Планетитe джуджета имат много от характеристиките на планетите, но има и много разлики, като най-важната е, че те не са доминиращи в орбитите си.
| Характеристики на планетите джуджета | Характеристики на планетите джуджета | Характеристики на планетите джуджета | Характеристики на планетите джуджета | Характеристики на планетите джуджета | Характеристики на планетите джуджета | Характеристики на планетите джуджета | Характеристики на планетите джуджета | Характеристики на планетите джуджета | Характеристики на планетите джуджета | Характеристики на планетите джуджета | Характеристики на планетите джуджета |
| Име | Екваториален диаметърв               | Масав                                | Орбитален радиус (AU)                | Орбитален период (години)            | Инклинация към еклиптиката (°)       | Орбитален ексцентрицитет             | Период на въртене (дни)              | Спътници                             | Пръстени                             | Атмосфера                            |                                      |
| --- | ------------------------------------ | ------------------------------------ | ------------------------------------ | ------------------------------------ | ------------------------------------ | ------------------------------------ | ------------------------------------ | ------------------------------------ | ------------------------------------ | ------------------------------------ | ------------------------------------ |
| Церера | 0,08                                 | 0,0002                               | 2,76                                 | 4,60                                 | 10,59                                | 0,080                                | 0,38                                 | 0                                    | няма                                 | няма                                 |                                      |
| Плутон | 0,19                                 | 0,0022                               | 39,48                                | 248,09                               | 17,14                                | 0,249                                | -6,39                                | 3                                    | няма                                 | разредена                            |                                      |
| Ерида | 0,19                                 | 0,0025                               | 67,67                                | ~557                                 | 44,19                                | 0,442                                | ~0,3                                 | 1                                    | ?                                    | ? г                                  |                                      |
| в Относителна стойност спрямо тази на Земята. г Подозира се съществуването на временна атмосфера, но такава не е била наблюдавана пряко. |                                      |                                      |                                      |                                      |                                      |                                      |                                      |                                      |                                      |                                      |                                      |

По дефиниция всички планети-джуджета са членове на по-големи популации. Церера е най-голямото тяло в Астероидния пояс, Плутон се намира в пояса на Кайпер, а Ерида в Разредения диск. Учени като Майкъл Браун смятат, че скоро може да има над 40 транснептунови обекти, които да се класифицират като планети-джуджета.
Въпреки че Луната има подобен размер на планети джуджета, тя не е нито планета, нито звезда, а естествен спътник на Земята.

## Други обекти
През 2003 г. е открит обектът 90377 Седна, обикалящ Слънцето на разстояние три пъти по-голямо от това на Плутон (13 милиарда километра). Седна, носеща името на богинята на морето, е с размери 1180 – 1800 km. Диаметърът ѝ не е известен с точност, но за него се предполага че е между ½ и ¾ този на Плутон. Информационните емисии по света обявиха Седна за десетата планета, без тя да получи такова признание от астрономите. Други възможни планети са 90482 Оркус – обект с орбита и маса близка до тези на Плутон, 50000 Кваоар и 20000 Варуна.
Няколко хипотетични планети като Планета Х (вероятно отвъд орбитата на Плутон) или Вулкан (за която се предполага че се намира на орбита по-близка до Слънцето от тази на Меркурий) са били обект на безрезултатни издирвания през различни исторически периоди.

## Формиране
Не е сигурно как се формират планетите. Според най-разпространената теория те се образуват след колапса на една мъглявина и превръщането ѝ в тънък диск от газ и прах. В ядрото на образуванието се формира т.нар. протозвезда, а около нея се образува протопланетарен диск. Чрез акреция (процес на сблъскване и натрупване) частиците прах в диска започват да формират постоянно увеличаващи масата и размера си тела. Появяват се солидни натрупвания на маса, наречени планетезимали. Те привличат все по-голямо количество прахови и скални частици, докато не възникне гравитационен колапс и не се образува протопланета. След като една планета достигне диаметър по-голям от този на Луната, тя започва да натрупва собствена атмосфера.
Когато масата на протозвездата достигне критични стойности и тя се превърне в звезда, остатъчните частици от протопланетарния диск биват изхвърлени към края на вече образувалата се система от слънчевият вятър, фотоизпарението, ефектът на Пойнтинг-Робъртсън, както и от други подобни въздействия. Възможно е множество протопланети и малки космически обекти да останат в орбита около звездата, но с времето повечето от тях се сблъскват и образуват или нова планета, или изхвърленият от сблъсъка материал след време се присъединява към вече съществуваща такава. Тези обекти, които са избегнали подобен сблъсък, с времето може да се превърнат в естествени спътници на дадена планета.
Ударите на малки планетезимали, както и радиоактивният разпад затоплят растящите планети, което предизвиква частичното им разтопяване. Вътрешността на планетата започва да придобива по-голяма плътност, образувайки ядро. Малките земеподобни планети в повечето случаи изгубват атмосферата си заради акрецията, но е възможно да се образува нова атмосфера чрез отделяне на газове от мантията или сблъсъци с комети.
С откриването и наблюдението на планетни системи около звезди, различни от Слънцето, се дават основания тази базова теория да се преразгледа. Нивото на металичност – астрономически термин, обозначаващ концентрацията на химични елементи с атомен номер по-голям от 2 (хелий) – се използва като мярка за възможността около една звезда да се формират планети. Ето защо се смята, че една звезда от I популация (богата на метали) най-вероятно ще разполага с по-богата планетарна система от звезда от II популация (бедна на метали).

## Класификация
Прави се разграничение между второстепенни планети като астероиди, комети и транснептунови обекти, и главни (същински/истински) планети.
- Земеподобни планети: планети със структура подобна на земната, изградени предимно от скали и метали: Меркурий, Венера, Земя, Марс.
- Юпитероподни планети или газови гиганти: съставени предимно от газове като Юпитер, Сатурн, Уран, Нептун. Ураноподобните планети са подклас на юпитероподобните, при които се наблюдава понижено съдържание на водород хелий за сметка на значителни количества ледове и скали.
- Ледени: понякога тази категория се добавя за да включат планети изградени предимно от лед като Плутон. Категорията включва и ледените спътници на планети в слънчевата система (например Тритон).

Четирите земеподобни планети и четирите газови гиганта са всеобщо признати за „истински“ планети. Когато 1 Церера е открит през 1801 г. той първоначално е класифициран като планета, но година по-късно след откриването на множество подобни малки тела (сега известни под колективното название астероидния пояс) е „понижен“ на астероид. От друга страна след скорошните открития на транснептунови обекти с подобна орбита, размери и структура като тези на Плутон, мнозина вярват, че и Плутон трябва да бъде понижен на второстепенна планета.
Майкъл Браун от Калифорнийския технологичен институт определя планетата като „всяко тяло в слънчевата система по-тежко от общата маса на всички други тела на подобна орбита“. Използвайки тази дефиниция нито Плутон, нито Седна могат да бъдат истински планети.
Мнозина смятат Земята и Луната за двойна планета по следните причини:
1. диаметърът на Луната е 1,5 пъти по-голям от този на Плутон
2. гравитационното въздействие оказвано от Слънцето върху Луната е 2,2 пъти по-голямо от въздействието на Земята върху Луната.

Последният факт не е изключение за Слънчевата система, но е необичаен за такъв голям спътник. Други спътници, за които слънчевата гравитация е по-силна от тази на планетата, около която обикалят, са:
- Най-външния спътник на Юпитер (S/2003 J 2) – 1,5 пъти)
- Най-външния спътник на Уран (S/2001 U 2) – 1,2 пъти)
- Двата най-външни спътника на Нептун (S/2002 N 2 и S/2003 N 2) – 1,5 пъти
- Няколко спътници на астероиди (например S/2001 (22) 1 Линус – 1,6 пъти; S/1998 (45) 1 Малкият принц – 2,8 пъти; S/1993 243 (1) Дактил – 1,3 пъти; и S/2001 (66391) 1 – цели 625 пъти.

## Екзопланети
Повечето новооткрити екзопланети имат маса равна или по-голяма от тази на Юпитер.
Изключения са 3 планети открити на орбита около остатък от експлозия на супернова (наречен още пулсар). Първите две са сравними по големина със земеподобни планети. А тази на орбита около звездата Мю Жертвеник (μ Arae) е с приблизително 14 пъти по-голяма маса от тази на Земята. Виж тук Архив на оригинала от 2006-10-25 в Wayback Machine. за повече информация ((en)).
Не е ясно дали новооткритите планети наподобяват газовите гиганти на Слънчевата система или са напълно различни. В частност са открити масивни планети на близка кръгова орбита около тяхната звезда, известни още като горещи Юпитери. Те получават много по-голямо количество енергия от отколкото газовите гиганти в Слънчевата система и може би имат напълно различна структура.
НАСА работи по изграждането на изкуствен спътник със специалната задача откриване на екзопланети с маса близка до земната (виж откривател на земеподобни планети). За науката е важно да установи колко често в млечния път се наблюдават земеподобни планети с цел търсене на контакт с извънземен разум.
Междузвездните планети са планети изхвърлени в междузвездното пространство след зараждането си в планетната система на някоя звезда. Смята се че вероятността за напускане на планети от дадена планетна система е голяма, особено скоро след зараждането на системата и при близко преминаване на друга звезда.

## Обекти с планетарна маса
Обектите с планетарна маса, или планемо, са небесни тела, чиято маса е сходна с тази на общоприетата дефиниция за планета.

### Междузвездни планети
Междузвездната планета, наричана също планета сирак, се движи свободно в междузвездното пространство, без да обикаля около някоя звезда. Такива космически тела, въпреки планетарната си маса и размер, не отговарят на работната дефиниция за „планета“, използвана от Международния астрономически съюз. Някои астрономи казват, че са открили такива планети, но техните изследвания остават недоказани.

### Кафяви суб-джуджета
Кафявото суб-джудже представлява ОПМ, чиято маса е недостатъчна, за да бъде квалифициран като кафяво джудже. Кафявите суб-джуджета не притежават достатъчно маса, за да протече в тях реакция на синтез на деутерий и имат ниска температура.

### Спътници с планетарна маса
Някои естествени спътници, като например т.нар. Галилееви спътници и Титан, имат маса по-голяма от тази на Меркурий.

## Други
На планетите е наречена улица във вилна зона „Горна баня“ в София (Карта).